# Grevillers British Cemetery
Grevillers British Cemetery is een Britse militaire begraafplaats met gesneuvelden uit de Eerste en Tweede Wereldoorlog gelegen in de Franse gemeente Grévillers in het departement Pas-de-Calais.
De begraafplaats ligt aan de Rue du Général Frère op 530 m ten noordoosten van het dorpscentrum (Église Saint-Martin). Ze werd ontworpen door Edwin Lutyens en heeft een rechthoekige vorm met een oppervlakte van ongeveer 5.560 m². De begraafplaats wordt door een bakstenen muur omgeven, behalve aan de straatzijde waar ze wordt afgebakend door een haag en een monumentaal poortgebouw. Centraal staat de Stone of Remembrance en achteraan staat het Cross of Sacrifice. De toegang is een bakstenen poortgebouw met centraal een boogvormige doorgang die aan een triomfboog doet denken. Aan beide zijden van de doorgang is een rechthoekige opening die als schuilruimte kan dienen. Het geheel is afgedekt met een schilddak.
Er liggen 2.131 doden begraven waaronder 189 niet geïdentificeerde.
De begraafplaats wordt onderhouden door de Commonwealth War Graves Commission.
Achteraan de begraafplaats staat het Grevillers (New Zealand) Memorial met de namen van 446 slachtoffers van de New Zealand Division die geen gekend graf hebben.

## Geschiedenis
Grevillers werd op 14 maart 1917 bezet door Commonwealth-troepen en in april en mei werden de 3rd en de 29th Australian Casualty Clearing Stations (C.C.S.) in de buurt gestationeerd. Zij legden de begraafplaats aan en ze bleef in gebruik tot maart 1918, toen het dorp  tijdens het Duitse lenteoffensief verloren ging. Op 24 augustus 1918 heroverde de New Zealand Division het dorp opnieuw en in september kwamen de 34th de 49th en de 56th Casualty Clearing Stations naar het dorp. Deze gebruikten de begraafplaats opnieuw om de overleden gewonden te begraven. Na de wapenstilstand werden 200 graven binnengebracht vanuit de slagvelden ten zuiden van het dorp en 40 van een aangrenzende begraafplaats dat tijdens de Duitse bezetting werd ingericht. Vanuit de ontruimde begraafplaatsen Avesnes-les-Bapaume German Cemetery in Avesnes-lès-Bapaume en  Bayonet Trench Cemetery in Gueudecourt werden nog doden naar hier overgebracht.
Onder de geïdentificeerde doden zijn er 1.352 Britten, 408 Australiërs, 151 Nieuw-Zeelanders, 14 Canadezen, 2 Indiërs en 1 Zuid-Afrikaan. Er liggen ook 18 Fransen. Voor 18 slachtoffers werden Special Memorials opgericht omdat hun graven niet meer gelokaliseerd konden worden en men neemt aan dat ze zich onder naamloze grafzerken bevinden. Twee slachtoffers worden ook herdacht met een Special Memorial omdat zij oorspronkelijk in Avesnes-les-Bapaume German Cemetery begraven waren maar hun graven werden daar niet meer teruggevonden.
Er liggen 1 Canadees en 6 Britse slachtoffers uit de Tweede Wereldoorlog begraven. Zij waren de bemanningsleden van een Lancaster III bommenwerper die op 14 juli 1943 werd neergeschoten. Eén bemanningslid overleefde de crash.

## Graven

### Onderscheiden militairen
- George Bissett, luitenant-kolonel bij de Royal Scots Fusiliers werd onderscheiden met de Distinguished Service Order en tweemaal met het Military Cross (DSO, MC and Bar). Charles Christie Fleming, kolonel bij het A.D.M.S., 51st Div. Royal Army Medical Corps werd onderscheiden met de Distinguished Service Order (DSO).
- C.V. Gardner en Lionel Mostyn Woodhouse, beiden kapitein bij de Royal Air Force werden onderscheiden met het Distinguished Flying Cross (DFC). Laatstgenoemde verwierf ook het Military Cross (DFC, MC).
- onderluitenant H.D. Etheridge van de Royal Fusiliers werd onderscheiden met het Military Cross en de Military Medal (MC, MM).
- volgende officieren verwierven het Military Cross: H.M. Griffiths, H.H. Grundtvig, W. Henning, W. Boyd, A. Farquhar, G.A. Hoyland, J. Lever, R.G. McElney, R.S. Miles, J.G. Molloy, C.S. O'Brien, W.S. Peel, O.B. Stead, B.S.B. Thomas, P.E. Williams en J.C. Yule (MC).
- Archibald Gordon Henderson,kapitein bij het New Zealand Entrenching Battalion, N.Z.E.F., compagnie sergeant-majoor C. Lowth, de sergeanten H.J. Hirschfield, H.B. Parkin en Thomas Rielly en soldaat S. Moores werden onderscheiden met de Distinguished Conduct Medal (DCM). Korporaal S. Wilson verwierf daarbij ook nog tweemaal de Military Medal (DCM, MM and Bar).
- W.H. Martin, sergeant bij de Royal Field Artillery werd onderscheiden met de Meritorious Service Medal (MSM).
- sergeant Peter Prendergast en korporaal James Samuel Brighton ontvingen tweemaal de Military Medal (MM and Bar). Nog 40 militairen ontvingen de Military Medal.

### Minderjarigen
- Albert Charles Baden Govers en Miller Maffaking Fergusson, beiden soldaat bij de Australian Infantry, A.I.F. waren slechts 16 jaar toen ze sneuvelden.

### Alliassen
- kanonnier F. Offer diende onder het alias F. Newton bij de Australian Field Artillery.
- soldaat H. Foreman diende onder het alias H. Francis bij de Australian Infantry, A.I.F..
- soldaat H.J. Miles diende onder het alias H.J. Black bij de Australian Infantry, A.I.F..
- schutter John S. Douglas Watts diende onder het alias J.S. Douglas bij de New Zealand Rifle Brigade.